# Piper sugandhi
Piper sugandhi är en pepparväxtart som beskrevs av Ravindran, K.N.Babu & V.G.Naik. Piper sugandhi ingår i släktet Piper och familjen pepparväxter. Utöver nominatformen finns också underarten P. s. brevipilis.